# ASIP
Application-specific instruction-set processor (ASIP) (рус. «проблемно-ориентированный процессор», «заказной микропроцессор», «заказная микросхема») — компонент (как правило, процессорное ядро), используемый в проектировании систем на кристалле. Система команд ASIP специально спроектирована для выполнения специфичных программ. Подобная специализация ядра позволяет достичь компромисса между универсальностью процессора общего назначения (CPU) и производительностью ASIC.
Некоторые ASIP обладают конфигурируемым набором инструкций (системой команд). Обычно такие ядра разделены на две части: статическую (static) логику, определяющую минимальную архитектуру системы команд, и конфигурируемую (configurable) логику, которую можно использовать для создания новых инструкций. Конфигурируемая логика может быть запрограммирована или схожим образом с FPGA или в процессе изготовления чипа.

## Дополнительные источники
- Краткое определение от журнала PC Magazine (рус.)